# غرايم ماكجريجور
غرايم ماكجريجور (بالإنجليزية: Graeme MacGregor)‏ هو لاعب كرة قدم بريطاني في مركز الدفاع، ولد في 14 يونيو 1993 في فلكرك في المملكة المتحدة. شارك مع منتخب اسكتلندا تحت 16 سنة لكرة القدم ومنتخب اسكتلندا تحت 17 سنة لكرة القدم ومنتخب اسكتلندا تحت 19 سنة لكرة القدم. أما مع النوادي، فقد لعب مع بولتون واندررز ونادي إيست فيف ونادي سانت ميرين ونادي ستيرلينغشير الشرقية ونادي فالكيرك وهاميلتون أكاديميكال.

## وصلات خارجية
- غرايم ماكجريجور على موقع قاعدة بيانات كرة القدم.إي يو (الإنجليزية)
- غرايم ماكجريجور على موقع Soccerbase.com (لاعب) (الإنجليزية)